# 1993 en Finlande
Chronologie de la Finlande
- 1989
- 1990
- 1991
- 1992
- 1993
- 1994
- 1995
- 1996
- 1997

Cette page concerne les évènements survenus en 1993 en Finlande ou qui concernent ce pays :

## Événements

### Janvier
- 1er janvier : 
  - le numéro d'urgence général 112 est introduit en Finlande. Le numéro d'urgence précédent était le 000.
  - une réforme de l’administration de la défense entre en vigueur en Finlande, en vertu de laquelle trois régions de défense nationale et 12 comtés militaires sont créés et les districts militaires sont supprimés.
  - Le code d'identification national finlandais pour les véhicules à moteur et les services postaux est changé en FIN, remplaçant l'ancien SF.
- 11 janvier : Vesa Laukkanen, député de la Ligue chrétienne de Finlande, démissionne du groupe parlementaire de son parti et fonde son propre groupe parlementaire, Alternative pour la Finlande. Il démissionne ensuite également de ce parti.

### Février
- 1er février : la Finlande, la Suède et l’Autriche entament des négociations d’adhésion à la Communauté européenne (plus tard l’Union européenne).

### Mars
- 23 mars : le roi Harald V et la reine Sonja de Norvège arrivent en visite officielle en Finlande.

### Mai
- 7 mai : le Synode de l'Église évangélique luthérienne de Finlande a approuvé par 61 voix contre 37 une déclaration visant à supprimer le blasphème du Code pénal. La décision finale sur la question a été laissée au Parlement.
- 29 mai : le drapeau finlandais à Croix Bleue a 75 ans.

### Juin
- 1er juin : l'Association urbaine finlandaise , l'Association municipale finlandaise et l'Association finno-suédoise des collectivités locales fusionnent pour former l'Association finlandaise des collectivités locales.
- 4 juin : le député Paavo Lipponen est élu président du Parti social-démocrate.
- 9 juin : la commission des finances du Parlement finlandais vote à 9 voix contre 8 contre la construction d'une cinquième centrale nucléaire en Finlande.

### Juillet
- 31 juillet : l'Office national de la statistique a annoncé que le nombre de chômeurs en Finlande dépassait le demi-million. On comptait près de 519 000 chômeurs, soit 20,4 % de la population active. Environ 90 000 chômeurs étaient sans emploi depuis plus d'un an et environ 116 000 avaient moins de 25 ans.

### Août
- 24 août : le ministre conseiller Viktor Vladimirov publie ses mémoires, This Is How It Was, dans lesquels il admet que l'Union soviétique s'est ingérée à plusieurs reprises dans les affaires intérieures de la Finlande jusqu'aux années 1980.

### Septembre
- 9 septembre : le député Heikki Riihijärvi démissionne du Parti rural finlandais et fonde son propre groupe parlementaire appelé Front finlandais.
- 28 septembre : une enquête de Statistique Finlande révèle que plus de 400 000 emplois ont disparu en Finlande en deux ans et demi.
- 30 septembre : le député SDP Erkki Tuomioja publie ses mémoires, Du Flower Power au Kekkos Power (Kukkaisvallasta Kekkosvaltaan), dans lesquels il reconnaît avoir divulgué au public, à l’automne 1972, le mémorandum secret dit « Zavidovo », préparé par le président Urho Kekkonen. Cependant, Tuomioja ne précise pas comment il l’a obtenu.

### Novembre
- 4 novembre : 
  - Eeva-Liisa Moilanen, députée de la Ligue chrétienne de Finlande, a initié la destitution de Kauko Juhantalo du Parlement.
  - Environ 13 000 chômeurs venus de toute la Finlande ont manifesté devant le Parlement contre la politique de l'emploi du gouvernement.
- 15 novembre : la Banque de Finlande émet un nouveau billet de 20 marks et de nouvelles pièces de 1, 5 et 10 marks. Le billet de 10 marks, émis en 1987, est retiré de la circulation.
- 18 novembre : le plus long pont routier de Finlande a été inauguré à Heinola. L'autoroute 4 traverse Heinola par le pont de Tähtiniemi, long de près d'un kilomètre.

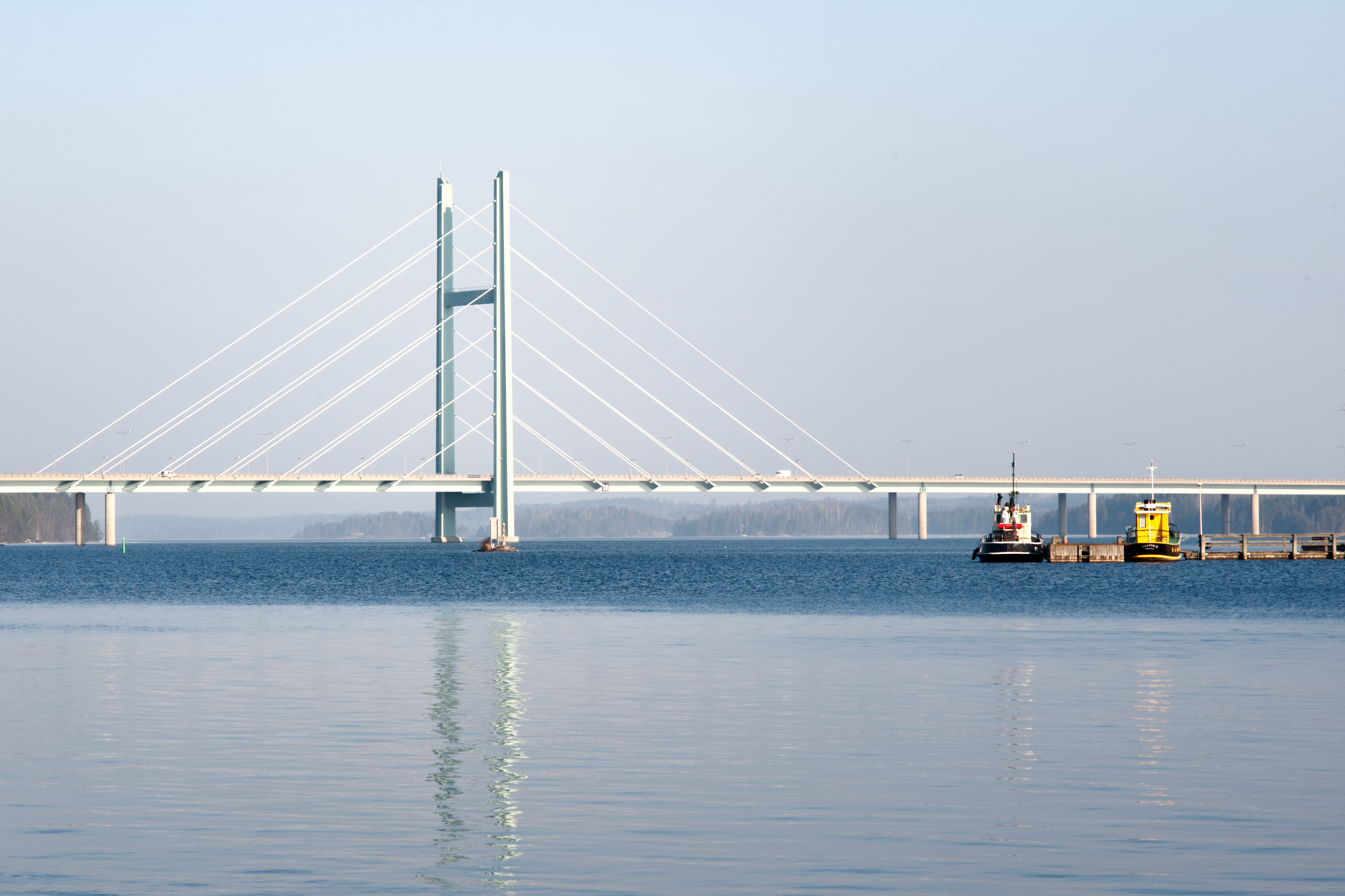
Pont de Tähtiniemi

- 30 novembre : le nouvel Opéra d'Helsinki a été inauguré. La première représentation a été la première finlandaise de l'opéra Kullervo d'Aulis Sallinen.

### Décembre
- 1er décembre : une réforme des tribunaux inférieurs entre en vigueur en Finlande, supprimant les tribunaux de raastuvan et de kihlakunta et les remplaçant par des tribunaux de district.
- 3 décembre : le Parlement révoque le député Kauko Juhantalo par 134 voix contre 41. Juhantalo est remplacé par Saimi Ääri, ancien député.
- 17 décembre : 
  - un amendement au Code Pénal fera que le blanchiment d'argent est devenu une infraction pénale en Finlande. Cet amendement entrera en vigueur début 1994.
  - la Commission des affaires constitutionnelles du Parlement a jugé que le chancelier de la Justice Jorma S. Aalto n'avait pas enfreint la loi en décidant de ne pas poursuivre Kauko Juhantalo, mais lui a adressé un avertissement. L'action intentée par six députés pour poursuivre Aalto devant la Cour suprême a été rejetée.
- 21 décembre : l'assemblée générale extraordinaire de la Caisse d'épargne centrale par actions (SKOP) a décidé de déposer une demande de dommages et intérêts de 1,7 à 2,3 milliards de Marks finlandais contre l'ancienne direction de la banque, dont son PDG Christopher Wegelius. Selon un audit spécial de SKOP réalisé par le Fonds de garantie de l'État, les décisions de crédit et de garantie prises par la direction de la banque en 1990-1991 étaient contraires à la loi et au règlement de la banque.
- 22 décembre : le conseil de surveillance de la Société finlandaise de radiodiffusion a élu Arne Wessberg, directeur de TV 2, au poste de PDG de la société.

## Sport
- Championnat d'Europe masculin de volley-ball 1993.
- Championnat de Finlande de football 1993.
- Championnat de Finlande de hockey sur glace 1992-1993.
- Championnats d'Europe de patinage artistique 1993.
- Championnats du monde de boxe amateur 1993.

## Culture

### Sortie de film
- Le Pays du bonheur.